# 종합금융회사
시중에서 영업 중인 금융회사의 한 형태. 증권중개 업무와 보험 업무를 제외한 거의 모든 금융 업무를 할 수 있는, 말 그대로 종합금융을 담당하는 회사이다. 흔히 종합금융회사라 불리우며, 줄여서 종금사라고 부른다.

## 개요
원래 '종합금융회사에 관한 법률'이 규율하고 있었으나, 자본시장과 금융투자업에 관한 법률(속칭 자본시장통합법)이 제정되면서 현재는 같은 법 제6편 제4장에서 규율하고 있다. 단기금융업무, 국제금융업무, 설비 또는 운전자금의 투융자업무, 증권의 인수·매출·모집 또는 매출의 주선 등의 업무를 수행한다.
다만, 신규 인가에 대한 규정을 두지 않아 더 이상 새로운 종금사를 만들 수는 없게 되었다.

## 역사적 배경
1970년대 중반 이후 박정희 정부의 중화학공업 육성정책으로 산업구조가 경공업에서 중화학공업 위주로 전환되면서 외화자금 수요가 확대되고 기업의 자금수요가 점차 복잡·다양화되었다. 이를 충족하기 위하여 민간 중심의 외자조달의 창구를 마련하고, 기업에 대한 복합적인 금융서비스를 제공하고자 영국의 머천트뱅크(merchant bank)와 미국의 투자은행(investment bank)을 모델로 하여 설립되었다. 1976년 4월 한국종합금융(주)이 최초의 종합금융회사로 설립되었으며 1990년대 초반까지 6개 종금사가 유지되었다.
1994년 단자회사(투자금융회사)가 종합금융회사로 일괄 전환되면서 총 30개까지 늘어났고 기업어음 할인 및 외자대출 등 기업에 단기 자금을 공급하는 업무가 주업무로 떠올랐다. 그러나 증권사와 달리 수신 업무를 할 수 있어 특혜성 논란이 잦았고, 3개월짜리 저금리 단기외채을 들여와 국내 대기업들에게 5년 고금리 장기대출을 하는 행태가 장기화되자 자금흐름에 엇박자나기 시작했다.
1997년 IMF외환위기가 발생하자, 국제통화기금의 대대적인 금융산업 구조조정 요구에 따라서 부실이 심한 9개 종금사는 정부로부터 영업정지되었다. 2008년말까지 정부 주도 구조조정을 통해서 종합금융회사 22개사가 인가취소, 7개사가 피합병, 1개사가 신설되었다. 그리고 2023년 3월말까지 예금보험공사을 통해서 종합금융회사에 공적자금 21조 7080억원가량 투입했으나, 회수된 금액은 9조 6755억에 불과했다.
2022년말 기준으로 종합금융회사로 남아있는 회사는 우리종합금융이 유일하다.